# Punktschluss
Der Punktschluss (englisch „dot touch“) bezeichnet eine Stelle in der Darstellung eines Rasterbildes (Film, Datensatz, Druck), an der zwei nebeneinander liegende Farbpunkte eines Bildes in einem Druckraster aneinander anschließen. Man spricht auch vom Verbinden von nebeneinander liegenden Rasterpunkten.
Wenn unterschiedliche Tonwerte mittels variabler Größe einheitlich getönter Farbpunkte in einem Druckraster mit fester Rasterweite dargestellt werden (ein amplitudenmoduliertes Raster, AM-Raster, sogenanntes autotypisches Raster), tritt Punktschluss ab einem bestimmten Grad der Flächendeckung auf, der von der Form der Punkte abhängig ist. Bei der Punktform eines Kettenrasters (60er Raster) liegt der Punktschluss zum Beispiel bei etwa 40 bis 60 % Tonwert.
Bei stetiger Vergrößerung der Punktgröße entsteht mit Eintreten des Punktschlusses ein Bruch in der Verlaufskurve des Tonwertanstiegs, da oberhalb dieses Wertes eine Vergrößerung der Punkte durch die Überschneidung mit den Nachbarpunkten weniger Steigerung in der Flächendeckung der Punkte bewirkt. Durch die Verwendung von beispielsweise elliptischen statt kreisförmigen Druckpunkten ergeben sich zwei Punktschlusswerte und dadurch eine Verteilung auf zwei weniger starke Brüche in der Tonwertverlaufskurve, sodass die Tonwertsprünge und -abrisse bei Punktschluss gedämpft werden. Eine weitere Möglichkeit der Dämpfung ist das Herauslösen einzelner Pixel aus dem Rasterpunkt, um sie an anderer Stelle zu platzieren (Dithering). Hierzu muss auch die Umgebung des Rasterpunktes in die Berechnung einbezogen werden (Superzelle).